# Mandjelia wyandotte
Mandjelia wyandotte är en spindelart som beskrevs av Raven och Churchill 1994. Mandjelia wyandotte ingår i släktet Mandjelia och familjen Barychelidae.
Artens utbredningsområde är Queensland. Inga underarter finns listade i Catalogue of Life.